# 第一代斯特拉福德伯爵托马斯·温特沃斯

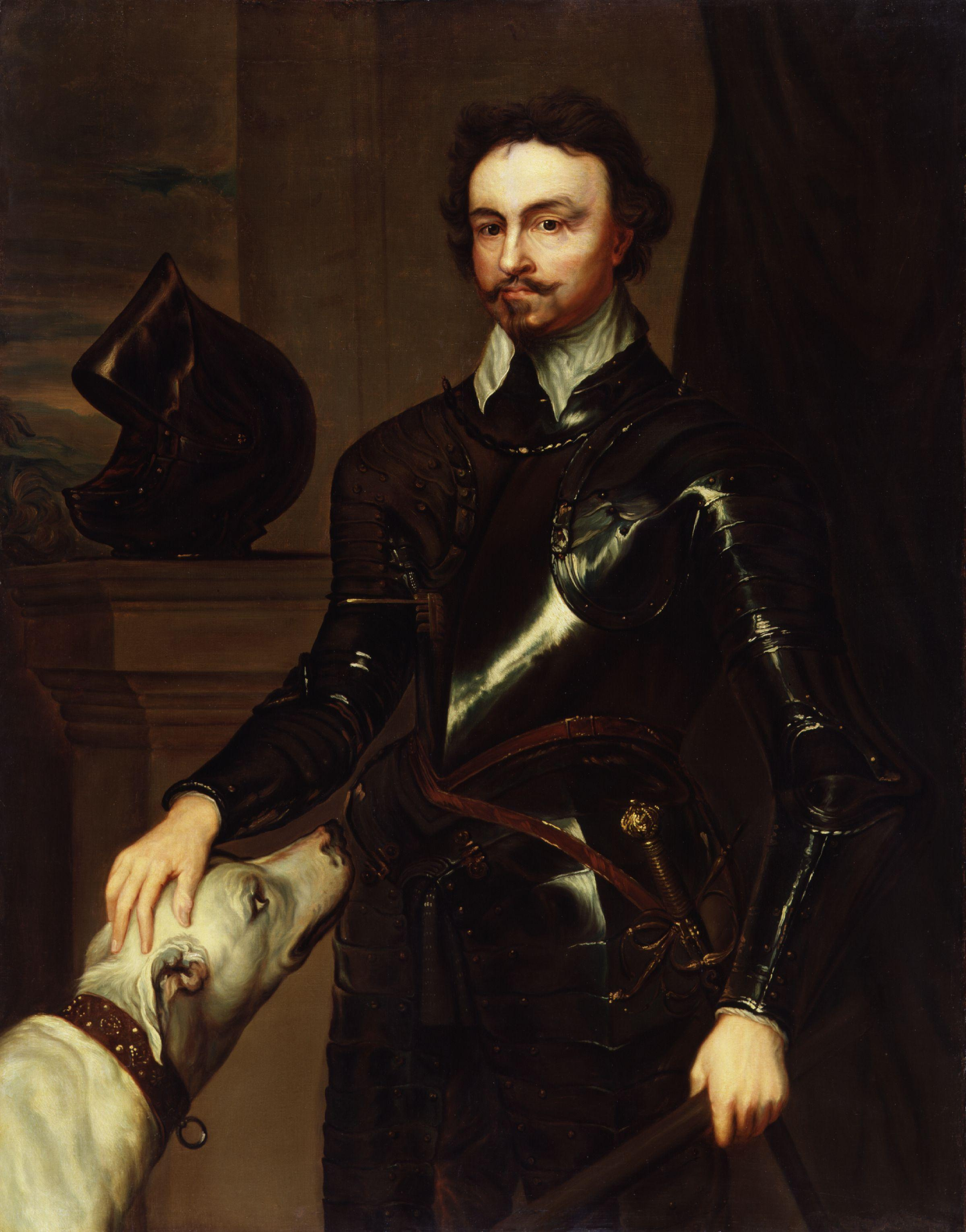
斯特拉福 ，約1639年由安东尼·范戴克所繪製

第一代斯特拉福德伯爵托马斯·温特沃斯，原名溫德華茲（Wentworth），英格蘭國王查理一世寵臣，出生於約克郡，1614年進入國會，一度是反對國王的成員之一。1628年重返國會後，開始支持國王。1632年至1639年擔任愛爾蘭副總督。1639年進入樞密會議。1640年被封為斯特拉福伯爵（Strafford）。1640年11月，被長期議會判處叛國罪，1641年5月12日被處決。